# الکس فلیپ
الکس فلیپ (انگلیسی: Álex Felip؛ زادهٔ ۳ آوریل ۱۹۹۲) بازیکن فوتبال اهل اسپانیا است.
از باشگاه‌هایی که در آن بازی کرده‌است می‌توان به باشگاه فوتبال الچه و باشگاه فوتبال ختافه اشاره کرد.